# 張之厚
張之厚（1581年1月2日—？），字銘卿，湖廣德安府應城縣軍籍，明朝政治人物。

## 生平
張之厚早年出身國子生，以《易經》中萬曆二十五年（1597年）湖廣鄉試舉人第七十七名，二十九年（1601年）會試中式第一百九十二名，成二甲第十五名進士，授開州知州，晉户部员外郎，三十七年与刑部主事王元雅典試四川，晉郎中，出守成都府。四十二年升四川提學副使，四十四年升陕西参政，调西宁道，歴按察使、左右布政使。天启元年（1621年）巡抚延綏，十月，叙甘肃功，升右副都御史，照旧巡抚。二年被弹劾屡疏稱疾求罢。

## 家族
曾祖張禧，祖父府同知張溥，父親縣主簿張吉，母親張氏。